# Тихоокеанский складчатый пояс

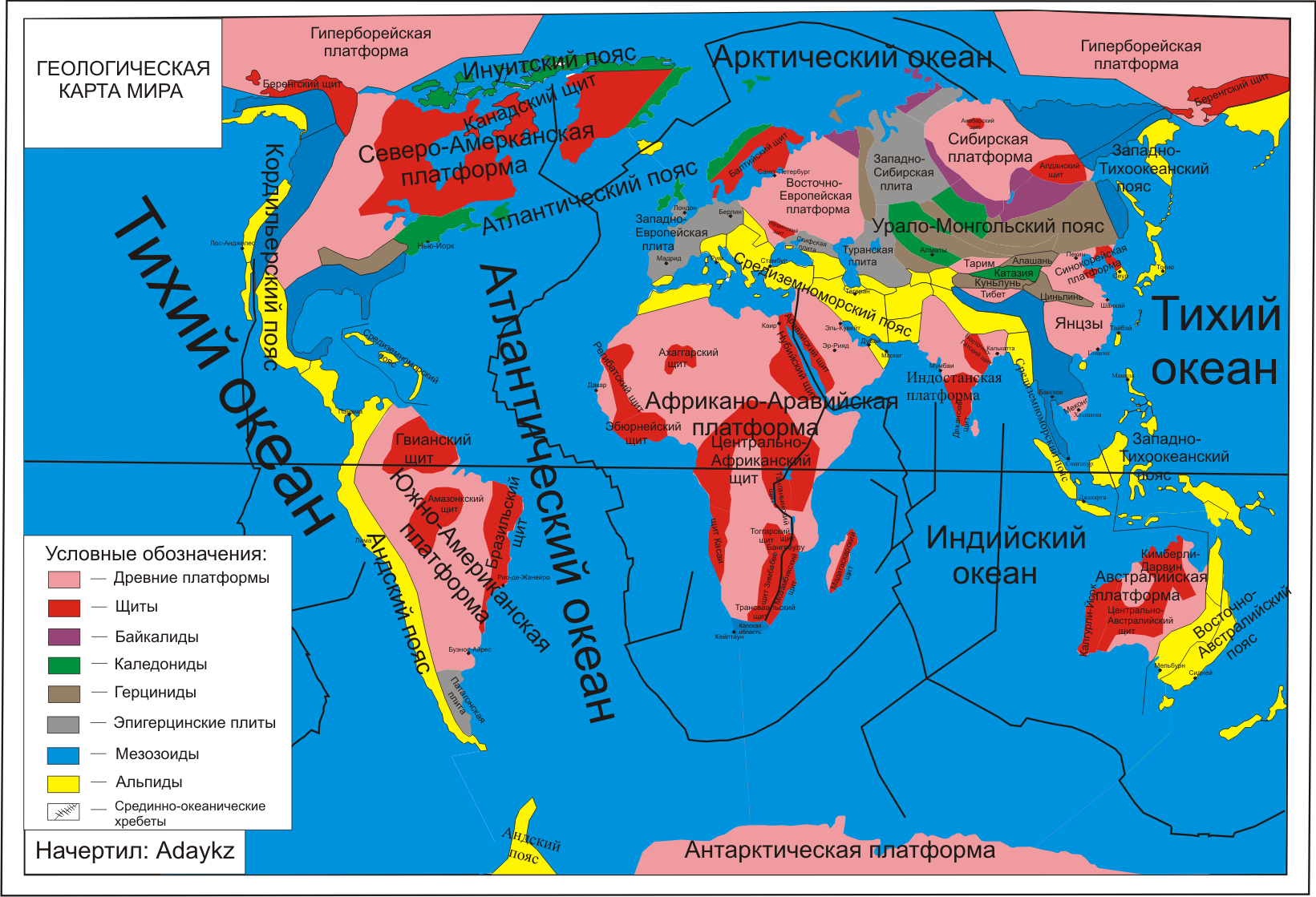
Складчатые пояса на карте мира

Тихоокеанский скла́дчатый (геосинклина́льный) пояс — самый крупный на планете окраинно-материковый подвижный пояс земной коры, окружает Тихий океан. Протяжённость по внешнему кольцу свыше 56 тыс. км, ширина варьирует от нескольких сот до 5 тыс. км.
От ложа океана отделяется системой глубоководных желобов.
Тихоокеанский складчатый пояс включает горы Чукотки, Камчатки, Сихотэ-Алинь, Анды, Кордильеры, островные дуги Тихого океана.
Обуславливает наличие многочисленных вулканов и высокую сейсмичность.